# 移民阿根廷

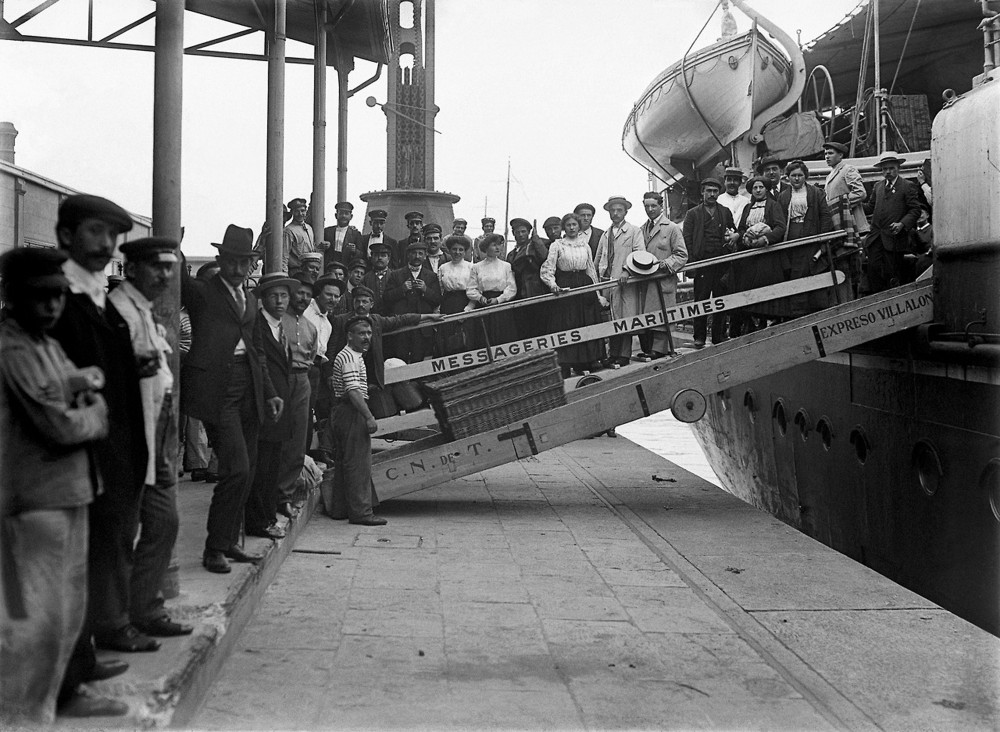
移民到阿根廷

在公元前几千年就有人移民阿根廷，他們從亚洲通过白令陸橋到达美洲，并逐渐擴散至美洲其他地區。西班牙人抵达時，阿根廷境内的美洲原住民约有300,000 人，它們分屬於不同的文明、文化和部落。來自西班牙的征服者和定居者主要来自比斯開省以及加利西亚和葡萄牙（伊比利亞聯盟），他们在阿根廷建立城市并建立农业和畜产品供应基地。
阿根廷獨立後，阿根廷统治者欢迎移民到來。由于阿根廷當局鼓勵移民，截至1869年，11%的阿根廷人和50%的布宜诺斯艾利斯人來自移民。 
自19世纪以来，大多数移民来自欧洲，其中主要来自意大利和西班牙。同样值得注意的是還有不少人是為躲避迫害的移民到阿根廷的犹太人，这使阿根廷成为拉丁美洲犹太人口最多的国家，而且也是世界上第7大猶太人國家。阿根廷的总人口从1895年的400万增加到1914年的 790 万，再到1947年的 1580 万；而且1861 年至1920年间有150万西班牙人和380万意大利人來到阿根廷定居 ，但并非所有人都最終留下。此外還有波蘭人、俄羅斯人、法兰西人（各超过 100,000 人）、德意志人和奧地利人（也超过100,000 人）、葡萄牙人、希臘人、乌克兰族、克羅埃西亞人、捷克人、爱尔兰人、英国人、瑞士人、荷蘭人、马扎尔人、斯堪的纳维亚人（绝大多数是丹麥人）以及来自其他欧洲和中东国家（主要是叙利亚、黎巴嫩、巴勒斯坦地区）的人。这使阿根廷成为移民人数第二多的国家，總人數達660万，仅次于美国的2700万。 
大多数移民居住在首都布宜諾斯艾利斯或布宜诺斯艾利斯省。 1895年，移民占布宜諾斯艾利斯人口的52%，布宜诺斯艾利斯省人口中的31%為移民（阿根廷沿海的一些省份，如圣菲省，移民约占40%，巴塔哥尼亚省份约占50%）。在第一次世界大战之前，许多欧洲移民为了參戰而返回國內。
20世纪，阿根廷一度成為仅次于美国、法国、以色列和俄罗斯的犹太人口國家（近500,000猶太人居住於阿根廷），這使得阿根廷也成為拉丁美洲最大的猶太人口國家。阿根廷境內的中東地區移民主要來自叙利亚、黎巴嫩和巴勒斯坦。他們大多数是东正教和东方天主教（马龙派）教会的基督徒，少数為穆斯林和塞法迪犹太人。阿根廷前总统卡洛斯·梅内姆的父親就來自於叙利亚。
阿根廷的威尔士人定居点虽然規模不如有些国家那么大，但却是地球上最大的阿根廷的威尔士人定居点之一，并影響了巴塔哥尼亚丘布特省當地的文化。

## 移民文化
阿根廷的流行文化，特别是在拉普拉塔河盆地，主要受意大利和西班牙移民影響
阿根廷独立后該國的政治人物一直试图引导阿根廷摆脱对君主制母國西班牙的认同，不過数百万来自加利西亚的贫苦农民卻並不服從。